# Xylotrechus atrolineatus
Xylotrechus atrolineatus là một loài bọ cánh cứng trong họ Cerambycidae.